# Rosina Galli (danseuse)
Pour les articles homonymes, voir Rosina Galli.
Rosina Galli est une danseuse, chorégraphe et pédagogue italienne, née à Naples en 1892 et décédée d'une pneumonie à Milan le 30 avril 1940.

## Biographie
Elle étudie la danse à La Scala de Milan (où elle fait ses débuts) puis s'installe aux États-Unis en 1911, année où elle se produit au sein du Chicago Grand Opera Ballet de Chicago (Illinois), comme première ballerine, jusqu'en 1914. Elle intègre ensuite la troupe du Metropolitan Opera (le « Met ») de New York, où elle mène toute la suite de sa carrière. Là, elle est « première danseuse » à 496 reprises, entre le 19 novembre 1914 (première prestation, dans Carmen de Georges Bizet) et le 30 janvier 1930 (dernière prestation, également dans Carmen). En outre, elle est maître de ballet au Met de 1919 à 1935 : à ce titre, elle chorégraphie de nombreuses représentations (opéras majoritairement et ballets), d'une part, et supervise l'École de Ballet d'autre part, ayant ainsi des activités d'enseignement. Elle est aussi metteur en scène (expérience unique) du Coq d'or de Nikolaï Rimski-Korsakov durant trois saisons, en 1924, 1925 et 1928. Au Met, elle collabore notamment avec les chanteurs Enrico Caruso, Fédor Chaliapine, Giuseppe De Luca, Beniamino Gigli, Ezio Pinza, Tito Schipa, Georges Thill, Amelita Galli-Curci, Lily Pons, Rosa Ponselle, Elisabeth Rethberg, et les chefs d'orchestre Pierre Monteux, Tullio Serafin et Arturo Toscanini, ou encore le compositeur et chef d'orchestre Albert Wolff.
Jusqu'en 1928, elle est la maîtresse de Giulio Gatti-Casazza (1869-1940), directeur général du Met (de 1908 à 1935), alors engagé dans les liens d'un premier mariage ; après son divorce, celui-ci épouse Rosina Galli en 1928. Le couple se retire en Italie en 1935 ; leur mariage prend fin avec le décès prématuré de Galli en avril 1940, suivi de peu par celui de Gatti-Casazza, en septembre de la même année.

## Contributions au Met (sélection)
Opéras, sauf mention contraire

### comme danseuse uniquement

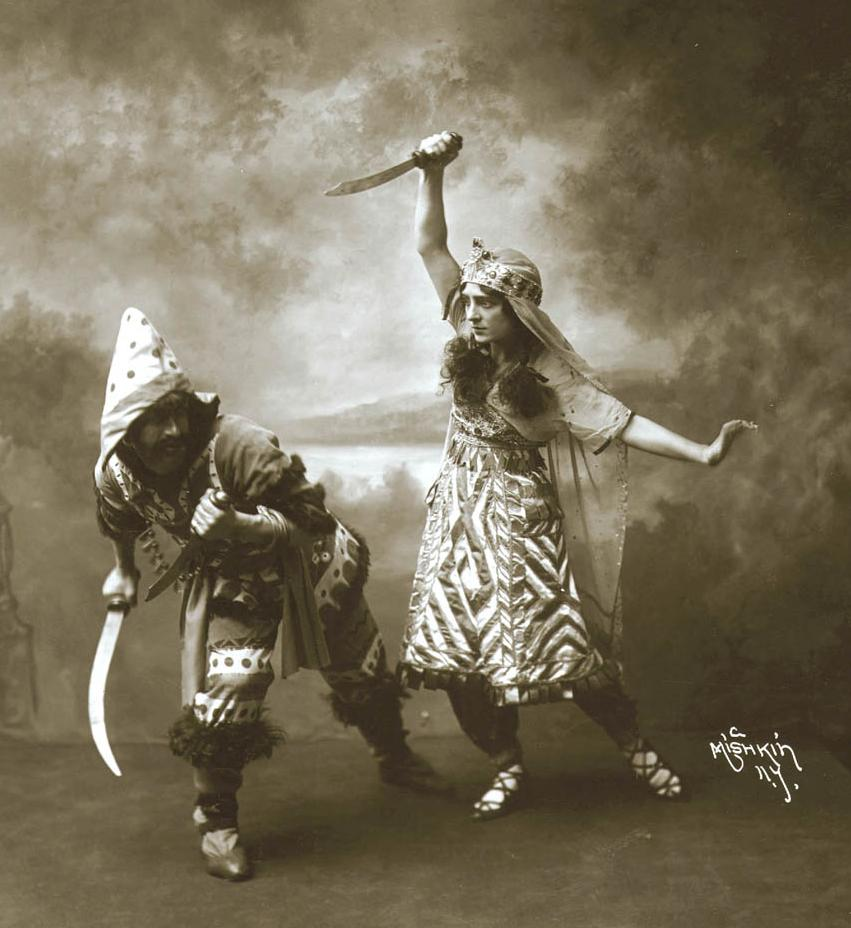
Giuseppe Bonfiglio (danseur) et Rosina Galli en 1915, dans les Danses polovtsiennes du Prince Igor d'Alexandre Borodine

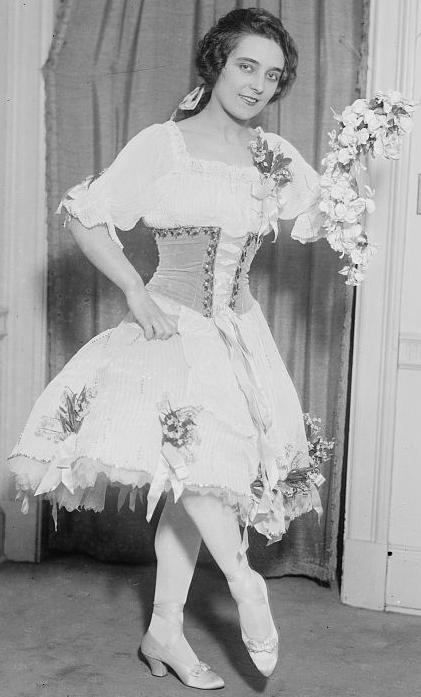
Rosina Galli.

- 1914-1915 : Euryanthe de Carl Maria von Weber, six représentations
- 1914-1915 : Les Huguenots de Giacomo Meyerbeer, quatre représentations
- 1915-1917 : Le Prince Igor d'Alexandre Borodine
- 1915-1918 : Samson et Dalila de Camille Saint-Saëns, dix-sept représentations
- 1916 : Goyescas d'Enrique Granados, cinq représentations
- 1916 : Les Pêcheurs de perles de Georges Bizet, trois représentations
- 1916-1917 : Iphigénie en Tauride de Christoph Willibald Gluck, cinq représentations
- 1917-1919 : Faust de Charles Gounod, douze représentations
- 1917-1920 : Mârouf, savetier du Caire d'Henri Rabaud, dix représentations
- 1919-1925 : Petrouchka, ballet d'Igor Stravinsky, dix représentations

### comme chorégraphe uniquement
- 1918-1920 : Oberon (Weber) (en) de Carl Maria von Weber
- 1919 : Mireille de Charles Gounod, une représentation
- 1920-1925 : Mefistofele d'Arrigo Boito
- 1920-1921 : Eugène Onéguine de Piotr Ilitch Tchaïkovski
- 1921-1932 : Andrea Chénier d'Umberto Giordano
- 1922-1923 : La Demoiselle des neiges ou Snegourotchka de Nikolaï Rimski-Korsakov
- 1925-1926 : La Vestale de Gaspare Spontini
- 1927 : Il trovatore de Giuseppe Verdi, cinq représentations
- 1930 : La Foire de Sorotchinsky (en) de Modeste Moussorgski, cinq représentations
- 1930-1932 : Sadko (opéra) de Nikolaï Rimski-Korsakov
- 1931 : Iris (opéra) de Pietro Mascagni, quatre représentations
- 1932-1935 : Don Giovanni de Wolfgang Amadeus Mozart
- 1932-1935 : La Gioconda d'Amilcare Ponchielli
- 1933 : La Fiancée vendue de Bedřich Smetana, trois représentations
- 1933-1934 : L'Africaine de Giacomo Meyerbeer, trois représentations
- 1933-1935 : Mignon d'Ambroise Thomas
- 1933-1935 : Roméo et Juliette de Charles Gounod
- 1933-1935 : Tannhäuser de Richard Wagner
- 1934 : Merry Mount (en) de Howard Hanson, neuf représentations

### comme danseuse et chorégraphe

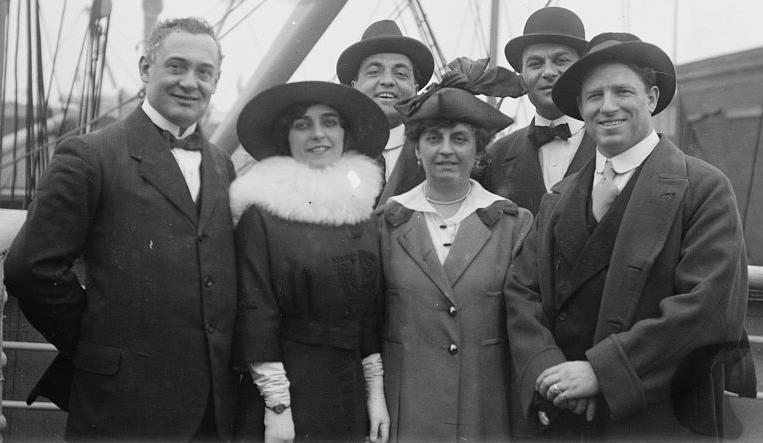
De gauche à droite : Vincenzo Reschiglian (baryton), Rosina Galli, Luca Botta (ténor), la mère de Galli, un inconnu, Giovanni Martinelli (ténor), en 1919 (?)

- 1914-1931 : Carmen de Georges Bizet (danseuse : cent prestations, de 1914 à 1930 ; chorégraphe : onze saisons, de 1919 à 1931)
- 1914-1934 : Aida de Giuseppe Verdi (danseuse : trente-et-une prestations, de 1914 à 1924 ; chorégraphe : douze saisons, de 1923 à 1934)
- 1914-1935 : La traviata de Giuseppe Verdi (danseuse : quarante-trois prestations, de 1914 à 1929 ; chorégraphe : quatorze saisons, de 1921 à 1935)
- 1917-1925 : Thaïs de Jules Massenet (danseuse : trente-trois prestations, de 1917 à 1925 ; chorégraphe : quatre saisons, de 1922 à 1925)
- 1917-1935 : Lakmé de Léo Delibes (danseuse : trois prestations en 1917 : chorégraphe : quatre saisons, de 1932 à 1935)
- 1918-1928 : Le Coq d'or de Nikolaï Rimski-Korsakov (danseuse : cinquante prestations, de 1918 à 1928 ; chorégraphe : trois saisons, entre 1924 et 1928)
- 1918-1928 : Le Prophète de Giacomo Meyerbeer (danseuse : vingt prestations entre 1918 et 1928 ; chorégraphe : saison 1927-1928)
- 1918-1935 : La forza del destino de Giuseppe Verdi (danseuse : quinze prestations, de 1918 à 1923 ; chorégraphe[4] : dix saisons, entre 1918 et 1935)
- 1919-1920 : L'italiana in Algeri de Gioachino Rossini, quatre représentations
- 1919-1932 : La Juive de Jacques Fromental Halévy (danseuse : vingt prestations, entre 1919 et 1929 ; chorégraphe : dix saisons, entre 1919 et 1932)
- 1920-1921 : Manon de Jules Massenet
- 1920-1922 : Don Carlo de Giuseppe Verdi
- 1921-1929 : Ernani de Giuseppe Verdi (danseuse : dix-huit prestations, entre 1921 à 1929 ; chorégraphe : quatre saisons, entre 1921 à 1929)
- 1922-1923 : Loreley (opéra) (en) d'Alfredo Catalani
- 1924 : Der Freischütz de Carl Maria von Weber, quatre représentations
- 1924 : Le Roi de Lahore de Jules Massenet, six représentations
- 1927 : La Giara, ballet d'Alfredo Casella, quatre représentations